# Neoscona theisi feisiana
Neoscona theisi là một phân loài nhện trong họ Araneidae.
Loài này thuộc chi Neoscona. Neoscona theisi feisiana được Embrik Strand miêu tả năm 1911.

## Hình ảnh

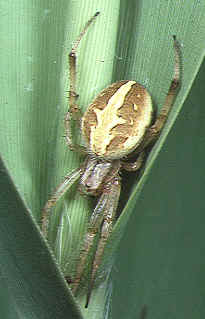
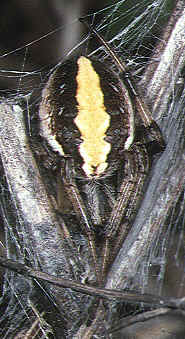
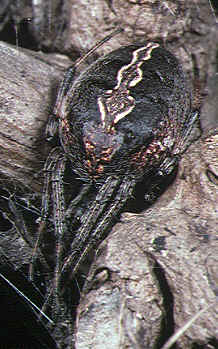
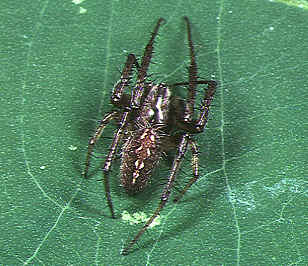